# SpaceX CRS-28
SpaceX CRS-28 je zásobovací mise lodi Dragon 2 společnosti SpaceX k Mezinárodní vesmírné stanici (ISS), osmá v rámci programu Commercial Ressuply Services 2. Start kosmické lodi se zhruba 3 tunami zásob a provozního a vědeckého materiálu se uskutečnil 5. června 2023, let trval 25 dní.

## Kosmická loď Cargo Dragon

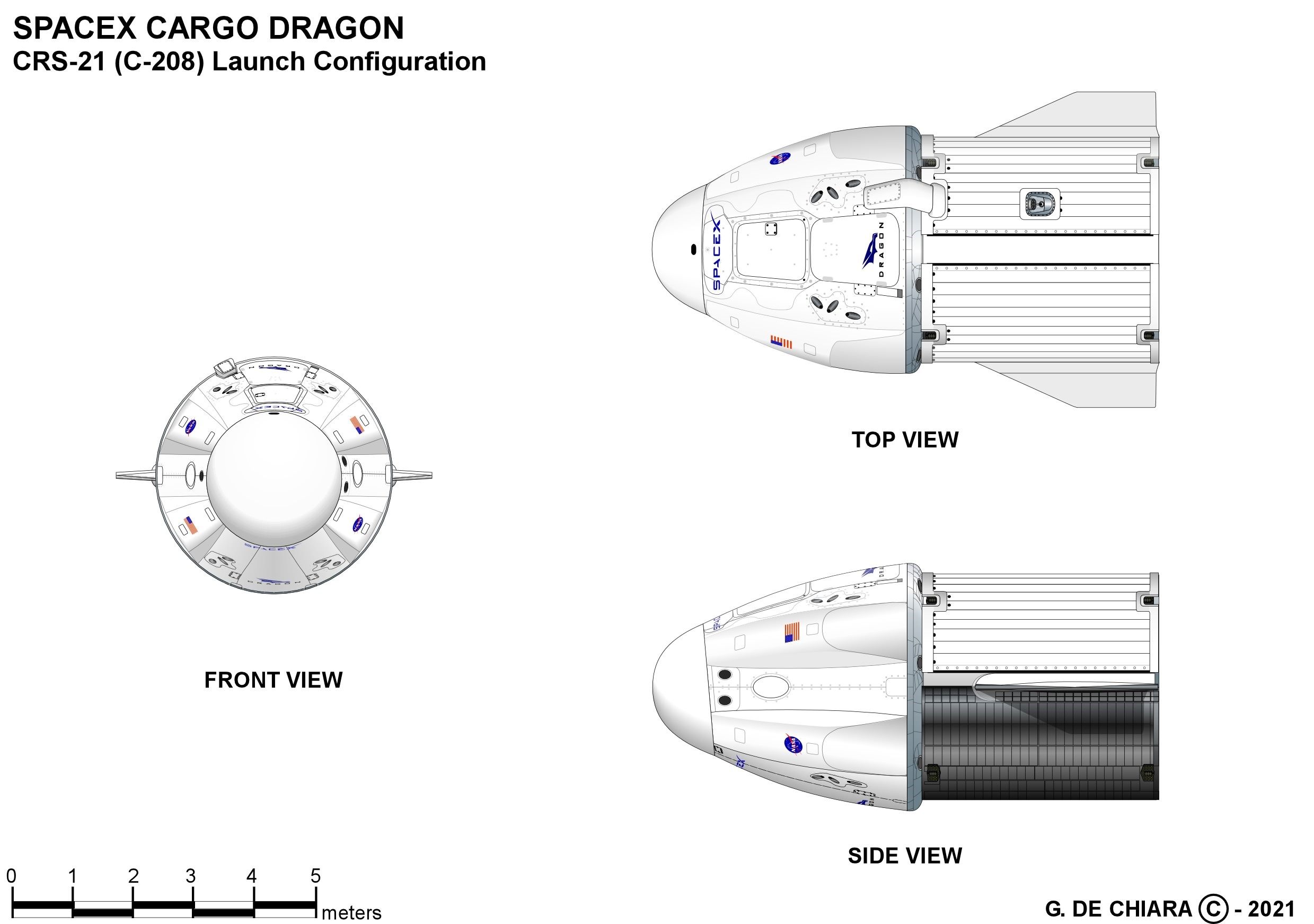
Cargo Dragon ve startovní konfiguraci.

Cargo Dragon je nákladní kosmická loď navržená společností SpaceX, v současnosti jediný prostředek schopný dopravit náklad nejen ze Země na nízkou oběžnou dráhu, ale také nazpět. Tvoří ji znovupoužitelná kabina kónického tvaru a nástavec v podobě dutého válce (tzv. trunk). V kabině je pro náklad určen hermetizovaný prostor 9,3 m3 a v nástavci nehermetizovaných 12,1 m3 pro náklad, který nemusí být přepravován v kabině, zejména proto, že bude umístěn na vnějším povrchu ISS. Sestava kabiny a nástavce ve startovní pozici měří na výšku 8,1 metru a v průměru má 4 metry.
Celková nosnost lodi při startu je 6 000 kg na oběžnou dráhu a až 3 307 kg na ISS, z toho až 800 kg v nástavci. Zpět na Zemi může loď dopravit až 3 000 kg nákladu a v nástavci, který před přistáním odhodí, až 800 kg odpadu z ISS. SpaceX uvádí životnost lodi 75 dní, NASA však využívá zhruba polovinu této doby a nákladní Dragony se na Zemi vracejí po 5 až 6 týdnech.

## Průběh letu
Kabina Cargo Dragon se měla na svůj let na špici rakety Falcon 9 z Kennedyho vesmírného střediska na Floridě původně vydat 3. června 2023 v 16:34 UTC. Asi čtyři hodiny před plánovaným startem byl ale termín odsunut o den na 4. června 2023 v 16:12 UTC. I tento čas startu ale zůstal nenaplněn kvůli silnému větru v oblasti plánovaného přistání prvního stupně rakety Falcon 9, a tak přišel na řadu další záložní termín, 5. června v 15:47 UTC. V něm se již start bez jakýchkoli potíží uskutečnil, včetně bezproblémového přistání prvního stupně B1077 (při jeho pátém použití).
Loď se ke stanici automaticky připojila 18 hodin po startu, 6. června 2023 v 9:54 UTC s očekáváním, že v tomto stavu setrvá jen něco málo přes 20 dní, tedy podstatně kratší dobu než obvyklých 30 až 35 dní (a výjimečně i více než 40 dní). Odpojení lodi od ISS se uskutečnilo 29. června 2023 v 16:30 UTC, po 23 dnech, přistání pak 30. června ve 14:30 UTC, po necelých 25 dnech. Loď dosedla do vod Atlantského oceánu nedaleko floridského města Jacksonville.

## Užitečné zatížení

### Při příletu
Dragon 2 dovezl na ISS 3 304 kg nákladu, který tvořily:
- zásoby pro posádku, zejména potraviny a osobní věci (1 098 kg),
- vybavení pro výstupy do volného prostoru (48 kg),
- hardware pro údržbu a rozvoj stanice (491 kg),
- počítačové vybavení (4 kg),
- materiály a technika pro vědecký program NASA a jejích partnerů (včetně cubesatů určených k vypuštění na oběžnou dráhu) (266 kg),
- materiál v nehermetizovaném nákladovém prostoru (trunku) určený k instalaci na vnější povrch stanice.

Klíčovou položkou na seznamu doručeného materiálu jsou páté a šesté solární pole iROSA, které budou po doručení a vyjmutí z nehermetizovaného prostoru (trunku) při dvou výstupech do volného prostoru nainstalovány na hlavní nosník stanice a připojeny do elektrického systému.
Dopravené vědecké experimenty se týkají např. pozorování pozemských bouřek, resp. jejich elektrické aktivity nad oblaky, která se projevuje modrými výboji směrem vzhůru. Lepší porozumění tomuto jevu přispěje ke zlepšení atmosférických modelů a hlubšímu pochopení zemského klimatu a počasí. Pokračovat bude dříve zahájený výzkum Plant Habitat, který sleduje schopnost rostlin přenést změny a přizpůsobení na přítomnost rostlin v mikrogravitaci na další generace – pro výzkum budou využita semena dříve vypěstovaná na oběžné dráze a poté vrácená na Zemi, a vědci očekávají výsledky ohledně možnosti pěstovat ve vesmíru několik generací rostlin schopných poskytovat jídlo a další služby na budoucích dlouhodobých vesmírných misích.

### Při návratu
Loď při návratu na Zemi odvezla různý materiál o hmotnosti asi 1 600 kg, zejména výsledky vědeckých experimentů provedených na palubě stanice. Na Zemi se vrátilo mimo jiné speciální křeslo používané v neurologických experimentech GRIP a GRASP při studiu, jak mikrogravitace ovlivňuje manipulaci s předměty a jak se centrální nervový systém přizpůsobuje prostředí mikrogravitace – oba experimenty sponzorované Evropskou kosmickou agenturou ESA byly na vesmírné stanici téměř šest let a závěrečné testy byly dokončeny začátkem roku 2023.